# Whitewashing (censur)
Inte att förväxla med vittvätt av textilier eller målning av väggar med kalkfärg.
Whitewashing, vittvättning eller vitkalkning är ett begrepp som ofta används inom politik och samhälle för att beskriva en process där personer, organisationer eller institutioner försöker framställa sig själva eller någon annan i ett mer positivt ljus genom att dölja, förminska eller förvanska negativa aspekter av aktuella händelser och deras historia, handlingar eller ansvar. Begreppet härstammar från den ursprungliga innebörden av att "vitmåla" något, det vill säga att täcka över oönskade detaljer med ett lager vit färg. 
Vittvättning används i betydelsen 'rentvå', det vill säga frikänna från anklagelse eller befria från misstanke eller dåligt anseende. Vittvättning kan också ske genom att man väljer att använda en mer positiv beskrivning av en person eller händelse genom att välja bort vissa aspekter som kan vara negativa eller kontroversiella. Till exempel kan man välja att framställa en historisk person som en hjälte, utan att nämna deras inblandning i rasism eller annan diskriminering.

## Etymologi
Det första kända användningen av termen whitewashing är från 1591 i England. Vitkalk är en billig vit färg eller beläggning av kalkad krita som användes för att snabbt ge ett enhetligt rent utseende till en mängd olika ytor, såsom insidan av ett ladugård.

## Användning
Vittvättning är handlingen att försköna eller dölja laster, brott eller skandaler, eller frikänna genom en ytlig utredning eller partisk presentation av data i syfte att förbättra ens anseende.
År 1800 användes begreppet i ett politiskt sammanhang i USA, när en i en ledarartikel i Philadelphia Aurora tillstod att "om ni inte snabbt vittvättar president Adams, kommer demokraterna, likt en svärm flugor, att stänka ner honom överallt och göra er både fläckiga som en smutsig vägg och svarta som djävulen."
Under 1900-talet använde många diktaturer, auktoritära och totalitära stater vittvättning för att förhärliga krigsresultat. Till exempel, under Warszawapaktens invasion av Tjeckoslovakien efter Pragvåren 1968, släppte Sovjets journalistiska pressgrupp en samling av "fakta, dokument, pressrapporter och ögonvittnesskildringar." Västerländska journalister gav den snabbt smeknamnet "Den Vita Boken", både för dess vita omslag och dess försök att vittvätta invasionen genom att skapa intrycket att Warszawapaktens länder hade rätten och skyldigheten att invadera.
Enligt Ilja Nuzov, som är direktör för Östeuropa- och Centralasienavdelningen vid Internationella federationen för mänskliga rättigheter, försöker Ryssland vittvätta landets repressiva stalinistiska förflutna. Den 30 augusti 2021 sa Rysslands utrikesminister Sergej Lavrov att "attackerna" på Sovjetdiktatorn Josef Stalin är en del av attackerna på Rysslands förflutna och resultaten av andra världskriget. Den ryske politikern och före detta vice talman för statsduman Aleksej Melnikov sa att Lavrov "gjorde ett försök att vittvätta Stalin, vilket tydligt, under perioden med repressiva åtgärder som utfördes av myndigheterna, visade släktskapet mellan myndigheterna och Rysslands kommunistparti – samma Stalinstatsanhängare." Den ryske litteraturkritikern och kulturforskaren Nikolaj Podosokorskij påpekade att "vittvättningen av inhemska gastkramare endast indikerar att de nuvarande härskarna känner en andlig släktskap med dem."
Termen vittvätt används av mediecenter vid utbildning om mediekunskap och fejk.